# К'ан-Чітам
К'ан-Чітам або К'ан-Кітам (414 або 415 — 485) — ахав Мутуля з 457/458 до 485 року. Ім'я перекладається як «Любий або Жовтий пекарі».

## Життєпис
Походив з Теотіуаканської династії (II династія Тікаля). Син ахава Сіхях-Чан-К'авііля II та Іш-Ахіін, принцеси з царства із городищем Ель-Сапоте. Стосовно дати народження серед дослідників існують розбіжності: називаються 8.18.18.12.2, 13 Ік’ 0 Кех (3 грудня 414 року) та 8.18.19.12.1, 8 Іміш 14 Сак (27 листопада 415 року).
Після смерті батька зайняв трон. Церемонія інтронізації відбулася 9.1.1.17.12, 3 Еб 15 Шуль (9 серпня 457 року) або 9.1.2.17.17, 4 Кабан 15 Шуль (9 серпня 458 року).
Продовжив політику щодо поступового звільнення від залежності Теотіуакана. Водночас уклав союз з Саальським царством, уклавши династичний шлюб з донькою ахава Цік'ін-Балама. Надалі наступники К'ан-Чітам використовували особливий титул сак чувен, який у всіх інших випадках має відношення виключно до правителів Сааля. У 470-480-х роках на основі «Нового порядку» (урядування теотіуканців) почав здійснювати спроби утворити власну імперію.
Дата смерті К'ан-Чітама невідома. Свій останній ювілейний монумент, стелу 9, він встановив в день закінчення двадцятиріччя 9.2.0.0.0, 4 Ахав 13 У (15 травня 475 року). Помер під час подготовки до війни з царством Маасаль у 485 році.